# Tombeau de saint Efflam
Le tombeau de saint Efflam dans l'église Saint-Efflam à Plestin-les-Grèves, une commune du département des Côtes-d'Armor dans la région Bretagne en France, est un tombeau de 1576. Il a été classé monument historique au titre d'objet le 18 juillet 1977.
Le tombeau avec gisant de saint Efflam en granite se trouve dans la nef centrale. Le gisant, sur son plateau, est présenté en habits royaux. La figure de saint Efflam est représentée en sculpture en relief sur le dessus du tombeau.